# Анри I (Шампан)
Анри I или Хайнрих I (на френски: Henri Ier, le Libéral; * декември 1127, Франция; † 16 март 1181, Троа, Франция) от Дом Блоа, е от 1155 до 1181 г. граф на Шампан.

## Произход. Кръстоносен поход и борби за власт
Той е най-възрастният син на граф Тибо IV Велики (* 1093, † 1152) и съпругата му Матилда от Каринтия(† 1160/61), дъщеря на Енгелберт II († 1141), херцог на Каринтия от род Спанхайми.
Анри I участва вместо баща си в свитата на крал Луи VII във Втория кръстоносен поход (1147 – 1149), където в Константинопол е произведен в рицар от император Мануил I Комнин. През 1151 г. той подкрепя заедно с краля, граф Готфрид VI от Анжу против неговия по-голям брат Хенри II Плантагенет.

## Управление
След смъртта на баща си, Анри поема Графство Шампан и предоставя другите графства на по-малките си братя (вкл. Блоа, Шартър, Сансер и Шатоден). Тогава това е могло да се счете за удивително, защото другите владения са по-богати и по-развити. Анри, навярно, още тогава разглежда икономическите възможности на Шампан. И действително, в течение на неговото управление Шампанското графство става едно от най-богатите и могъщи сред френските графства.
През 1160 г. сестра му, Адел дьо Блоа-Шампан († 1206), се омъжва за френския крал Луи VII († 1180). Династията Блоа получава така доминиращо влияние в кралския двор, понеже сестра му е регент. През 1164 г. Анри се жени за принцеса Мари, дъщеря на крал Луи VII от първия му брак с Елеонор Аквитанска. Брат му Тибо V Блоа († 1191) се жени същата година за Алиса, по-малката сестра на съпругата му.
Анри I Шампан е посредник на краля и го представлява в конфликтите с Хенри II Плантагенет или с император Фридрих I Барбароса. През 1179 г. той отива за втори път в Светата земя. На връщане през Мала Азия попада в плен на селджука Килич Арслан II, но е освободен с помощта на византийския император Мануил Комнин. Анри се връща в родината си през 1181 г. и умира малко след това. Погребан е в дарената от него църква Сент-Етиен в Троа.

### Вътрешна политика
Той е сюзерен на около 2000 васали, немного феодали във Франция могат да се сравняват с него. Благодарение на това, Шампанското графство става едно от най-безопасните места за търговия, което довежда до бурно развитие на пазарите и панаирите в Шампан. Тези панаири стават център на търговските и финансовите операции, на които се срещали търговци не само от цяла Франция, но и от цяла Европа.

### Култура
Дворът на графа, разполагащ се в Троа, става известен литературен център. Например, писателя Уолтър Мап е един от тези, които гостуват там. Ученият Стивън Алинер е един от придворните на Анри, в 1176 година става канцлер на графството. Анри основава библиотека. Шампан става голям търговски център.
Прочутият писател Кретиен дьо Троа е придворен в обкръжението на съпругата му Мария Френска.

## Деца
Анри I Шампан и Мария имат 4 деца:
- Анри II (* 29 юли 1166; † 10 септември 1197, Акон), граф на Шампан и крал на Йерусалим (uxor nomine), ∞ 1192 за кралица Изабела I от Йерусалим († ок. 1205)
- Мария Шампанска (* ок. 1174, † 29 август 1204), ∞ 1186 за Балдуин I († 1205), граф на Фландрия и Хенегау и император на Константинопол
- Тибо III (* 13 май 1179, † 24/25 май 1201), граф на Шампан, ∞ 1195 Бланш Наварска († 1229), дъщеря на крал Санчо VI от Навара
- Шоластика († 1219), ∞ граф Вилхелм V от Макон и Виен († 1224)